# Wojna o Naddniestrze
Wojna o Naddniestrze (rum. Războiul din Transnistria, ros. Война в Приднестровье) – wojna domowa w Mołdawii, tocząca się z największą intensywnością od marca do lipca 1992 r. (do mniejszych starć dochodziło jednak już od początku grudnia roku poprzedniego). Jej bezpośrednią przyczyną był konflikt między nową mołdawską elitą władzy, tworzącą się w toku pieriestrojki, następnie budującą niepodległą Mołdawię, a elitą radziecką z lewego (wschodniego) brzegu Dniestru (dyrektorzy zakładów przemysłowych, wojskowi). Silne akcenty nacjonalistyczne obecne w programie Frontu Ludowego Mołdawii doprowadziły do masowej mobilizacji rosyjskojęzycznej ludności z obszaru Naddniestrza najpierw wokół postulatów dwujęzyczności Mołdawii, następnie autonomii i ostatecznie niepodległości Naddniestrza. Została ona jednostronnie ogłoszona 8 grudnia 1990 r. Władze w Kiszyniowie nie zamierzały pogodzić się z utratą terytorium i podjęły próbę przywrócenia integralności terytorialnej kraju siłą.
Większość działań militarnych podczas wojny miała charakter „źle skoordynowanych akcji mołdawskich sił zbrojnych oraz potyczek oddziałów paramilitarnych”. Najpoważniejszymi epizodami kilkumiesięcznej wojny były walki o Dubosary w marcu 1992 r. oraz bitwa o Bendery w czerwcu tego samego roku. Oddziałom mołdawskim na żadnym odcinku nie udało się pokonać obrońców Naddniestrza, jednak o końcowym wyniku wojny rozstrzygnęła nie ich postawa, a przychylność i wreszcie otwarta interwencja 14 Armii radzieckiej (następnie rosyjskiej). Wojnę zakończył rozejm wypracowany pod nadzorem Rosji w lipcu 1992 r. Od tego momentu Naddniestrze, chociaż formalnie pozostaje częścią Mołdawii, de facto funkcjonuje jako osobne państwo, nie będąc jednak uznawanym przez żaden inny taki podmiot o bezdyskusyjnej legitymacji. Oficjalnym alfabetem Naddniestrza jest cyrylica.

## Tło konfliktu o Naddniestrze
Między regionami współczesnego państwa mołdawskiego położonymi na dwóch brzegach Dniestru w XIX i XX w. wykształciły się wyraźne różnice kulturowe, których podłożem była odmienna przynależność administracyjna tych ziem. W latach 1812–1914 ziemie na lewym i prawym brzegu Dniestru należały do różnych guberni Imperium Rosyjskiego, następnie w okresie międzywojennym obszar na prawym (zachodnim) brzegu Dniestru należał do Rumunii, a lewobrzeżny – do ZSRR (od 1925 Mołdawska Autonomiczna Socjalistyczna Republika Radziecka). Powstałych różnic, obejmujących skład etniczny, strukturę lokalnej gospodarki i stopień urbanizacji, nie zniwelowała radziecka aneksja Besarabii w 1940 r. i utworzenie z obydwu regionów jednej Mołdawskiej Socjalistycznej Republiki Radzieckiej. W schyłkowych latach istnienia ZSRR prawobrzeżna część Mołdawii była regionem rolniczym i sadowniczym, natomiast przemysł ciężki znajdował się głównie na lewym brzegu Dniestru. Podczas gdy na terenie późniejszego Naddniestrza w miastach żyło 66% populacji, na prawym brzegu Dniestru – tylko 43%.
Jako starcie specyficznych tożsamości regionalnych, a nie etnicznych, konflikt o Naddniestrze interpretują Pal Kolsto i Andriej Małgin. Natomiast według Stuarta Kauffmanna był to konflikt etniczny, w toku którego dochodziło do doraźnej kreacji nowych tożsamości narodowych w oparciu o symbole i mity historyczne, podczas gdy pochodzenie członków potencjalnego narodu nie było traktowane jako szczególnie istotne. Jeszcze inną interpretację przedstawił Stefan Troebst. Jego zdaniem wojna o Naddniestrze była efektem rywalizacji  mołdawskiego ruchu nacjonalistycznego z postradziecką nomenklaturą z lewego brzegu Dniestru, która dla obrony swoich pozycji i mobilizowania potencjalnych zwolenników zaczęła świadomie kreować tożsamość naddniestrzańską, by konflikt nabrał wymiaru etnicznego. Klemens Busher zaproponował natomiast, by podłoże wojny o Naddniestrze rozpatrywać na kilku poziomach. Z jednej strony widoczne były rodzące się nacjonalizmy i tożsamości regionalne, wchodzące w interakcje z nadal żywym patriotyzmem radzieckim. Z drugiej – doszło do konfliktu między starymi elitami a tworzącą się nową elitą mołdawską. Rozwojowi sporu sprzyjała specyfika elity radzieckiego Naddniestrza, wywodzącej się z wojska i zarządów tamtejszych zakładów przemysłowych: wieloetniczność, poczucie związku z Moskwą, nie zaś z Kiszyniowem, postrzeganie siebie jako grupy szczególnej i samowystarczalnej. Wzmocnieniu tego poczucia sprzyjał fakt, że naddniestrzańska produkcja przemysłowa miała znaczenie dla całego ZSRR, nie tylko do Mołdawskiej SRR. Dotyczyło to rozmieszczonych tam zakładów przemysłu ciężkiego oraz zbrojeniowych. Elita naddniestrzańska zaczęła tworzyć się w toku przyspieszonej industrializacji regionu w latach 50. i 60., gdy na teren ten sprowadzono ok. 20 tys. wykwalifikowanych kadr robotniczych, wojskowych i administracyjnych głównie z Rosyjskiej FSRR oraz Ukraińskiej SRR. W kolejnych latach rozmiary migracji sięgały 10 tys. osób co roku.
Rosyjskojęzyczni z lewego brzegu Dniestru byli faworyzowani przy rozdzielaniu stanowisk w partii komunistycznej w Mołdawskiej SRR, na uniwersytetach oraz w republikańskim aparacie państwowym. Po II wojnie światowej władze radzieckie nie ufały etnicznym Mołdawianom wychowanym przed wojną w Besarabii w granicach Rumunii, co znacząco ograniczyło możliwości kariery przynajmniej dwóch pokoleń Mołdawian. W 1989 r. blisko 2/3 kierowniczych stanowisk w przemyśle i administracji Mołdawskiej SRR zajmowali obywatele rosyjskojęzyczni, stanowili oni również 2/3 członków partii komunistycznej i 68% kadry naukowej uczelni wyższych. Budziło to u tworzącej się mołdawskiej inteligencji niechęć do rosyjskości i skłaniało do zwracania się ku idei panrumuńskiej, fascynacji kulturą Rumunii.
W bezpośredniej perspektywie ruch na rzecz niepodległości Naddniestrza był odpowiedzią na program polityczny Demokratycznego Ruchu na rzecz Przebudowy, a następnie jego kontynuatora – Frontu Ludowego Mołdawii, agresywne hasła antyrosyjskie głoszone podczas jego demonstracji i wieców, wezwania do przymusowej rumunizacji mieszkańców Mołdawii oraz przypadki bezpośredniej agresji wobec osób mówiących po rosyjsku. Pod naciskiem Frontu, do którego w Mołdawskiej SRR przystąpiło 150 tys. osób, Rada Najwyższa Mołdawskiej SRR przegłosowała 31 sierpnia 1989 r. ustawę językową, na mocy której język mołdawski, tożsamy z rumuńskim, zapisywany alfabetem łacińskim, stał się jedynym językiem państwowym. Ludność lewego brzegu Dniestru oraz Bender, posługująca się w większości językiem rosyjskim niezależnie od pochodzenia (dotyczyło to także osób pochodzenia mołdawskiego), od kilku miesięcy bezskutecznie protestowała przeciwko takiej decyzji. Znajomość mołdawskiego była wśród mieszkańców Mołdawskiej SRR innego pochodzenia rzadkością. W kolejnych miesiącach ruch mołdawski coraz bardziej radykalizował się w duchu nacjonalistycznym. Wiosną 1990 r. powstały przy nim zbrojne bojówki atakujące ludność niemołdawską, a kulminacją tej tendencji był tzw. marsz na Gagauzję w październiku tego roku. Agresywny szowinizm nie nabrał jednak rozmiarów masowych, a już w 1991 r. mołdawski nacjonalizm etniczny stał się ruchem marginalnym. Gdy zrealizowano postulaty zwiększenia reprezentacji Mołdawian w państwowej administracji i życiu publicznym, przeważyło dążenie do budowy wieloetnicznej, niepodległej Mołdawii.

## Zjednoczona Rada Kolektywów Pracowniczych i fala strajków
Wobec powtarzania się wypadków agresji wobec rosyjskojęzycznych, a także wobec zignorowania płynących z Naddniestrza wezwań do nadania rosyjskiemu statusu drugiego języka urzędowego, 11 sierpnia 1989 r. w Tyraspolu ukonstytuowała się Zjednoczona Rada Kolektywów Pracowniczych, a w sierpniu 1989 w miejscowych zakładach wybuchły protesty i strajki. Zaprotestowali również pracownicy zakładów w Benderach i Rybnicy. Wystąpienia te inicjowali m.in. miejscowi działacze partii komunistycznej i kadry zarządzające zakładami, których pozycja była bezpośrednio zagrożona przez działalność Frontu i głoszony przez niego prorumuński program. Naddniestrze i Gagauzja były największymi centrami oporu rosyjskojęzycznych przeciwko mołdawskiemu ruchowi nacjonalistycznemu. Samoorganizacja ludności rosyjskojęzycznej w pozostałej części Mołdawii była niewielka. Według Charlesa Kinga, gdyby Ludowy Front Mołdawii ustrzegł się przed szowinizmem, mógł uniknąć tak gwałtownej reakcji na swoje działania. Równocześnie jednak o rozwoju sytuacji w Naddniestrzu decydował nie czynnik etniczny, ale skuteczna mobilizacja miejscowej ludności przez lokalną radziecką elitę bezpośrednio zagrożoną utratą wpływów. 

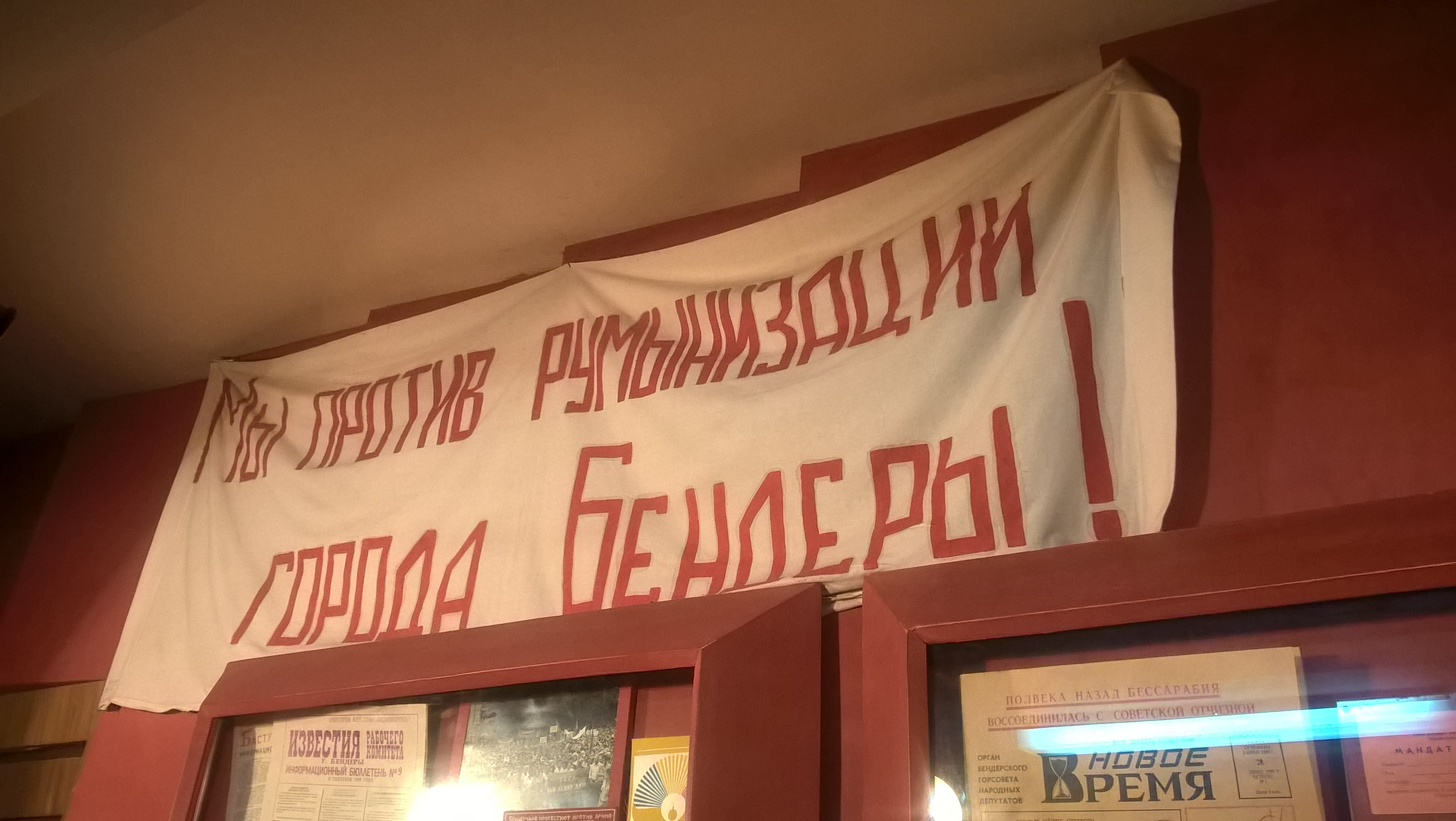
„Jesteśmy przeciwni rumunizacji miasta Bendery” – transparent naddniestrzański z protestów w latach 1990–1991

16 sierpnia w dwugodzinnym strajku ostrzegawczym koordynowanym przez Zjednoczoną Radę Kolektywów Pracowniczych wzięło udział 27 tys. pracowników. W protestach w kolejnych dniach – 30 zakładów i 30 tys. robotników. Następnie do protestów dołączyły kolejne przedsiębiorstwa. 21 sierpnia w Tyraspolu ogłoszono strajk generalny. W końcu sierpnia 1989 r. na mityngach w Tyraspolu gromadziło się do 50 tys. protestujących, zaprzestał pracy największy zakład w republice – Elektromasz. W kulminacyjnym punkcie protestów brało w nich udział 200 tys. robotników, a do inicjatywy zainicjowanej na lewym brzegu Dniestru dołączyły zakłady w Kiszyniowie i Bielcach oraz Komracie w Gagauzji. Gdy ustawy językowe przegłosowano, ruch robotniczy zaczął występować pod hasłem „Nie chcemy być Rumunami”. Do dalszych protestów wzywała gazeta Zjednoczonej Rady – „Protestujący Tyraspol”. W połowie września naddniestrzańscy liderzy spotkali się z Michaiłem Gorbaczowem i na jego prośbę zakończyli strajk w zamian za obietnicę, że kwestią mołdawską zajmie się Rada Najwyższa ZSRR. Równocześnie  pismo Rady wzywało, by przeprowadzić referendum w sprawie utworzenia Naddniestrzańskiej Autonomicznej Socjalistycznej Republiki Radzieckiej. W grudniu 1990 r. przeprowadzono w tej sprawie referenda w Rybnicy i Tyraspolu. W obu centrach przy bardzo wysokiej frekwencji (81,3% i 92,3%) odpowiednio 91,1% i 96% poparło ideę autonomii.
Równolegle trwała agresywna kampania wyborcza do Rady Najwyższej Mołdawskiej SRR. Chociaż najwięcej mandatów zdobyli w wyborach kandydaci Komunistycznej Partii Mołdawii (83%), formacja nie była już w stanie przedstawiać spójnego programu. Część polityków KPM poparła będący teoretycznie w mniejszości Front Ludowy, co dało mu realną kontrolę nad parlamentem. Realnie w jego pracach brało udział ok. 220 deputowanych na ogólną liczbę 378 wybranych. Reprezentanci okręgów wyborczych w późniejszym Naddniestrzu, w większości wskazani przez Zjednoczoną Radę Kolektywów Pracowniczych, zostali groźbami, szantażem czy wręcz fizycznymi szykanami zmuszeni do wycofania się z udziału w pracach.

## Deklaracja niepodległości Naddniestrza. Eskalacja konfliktu

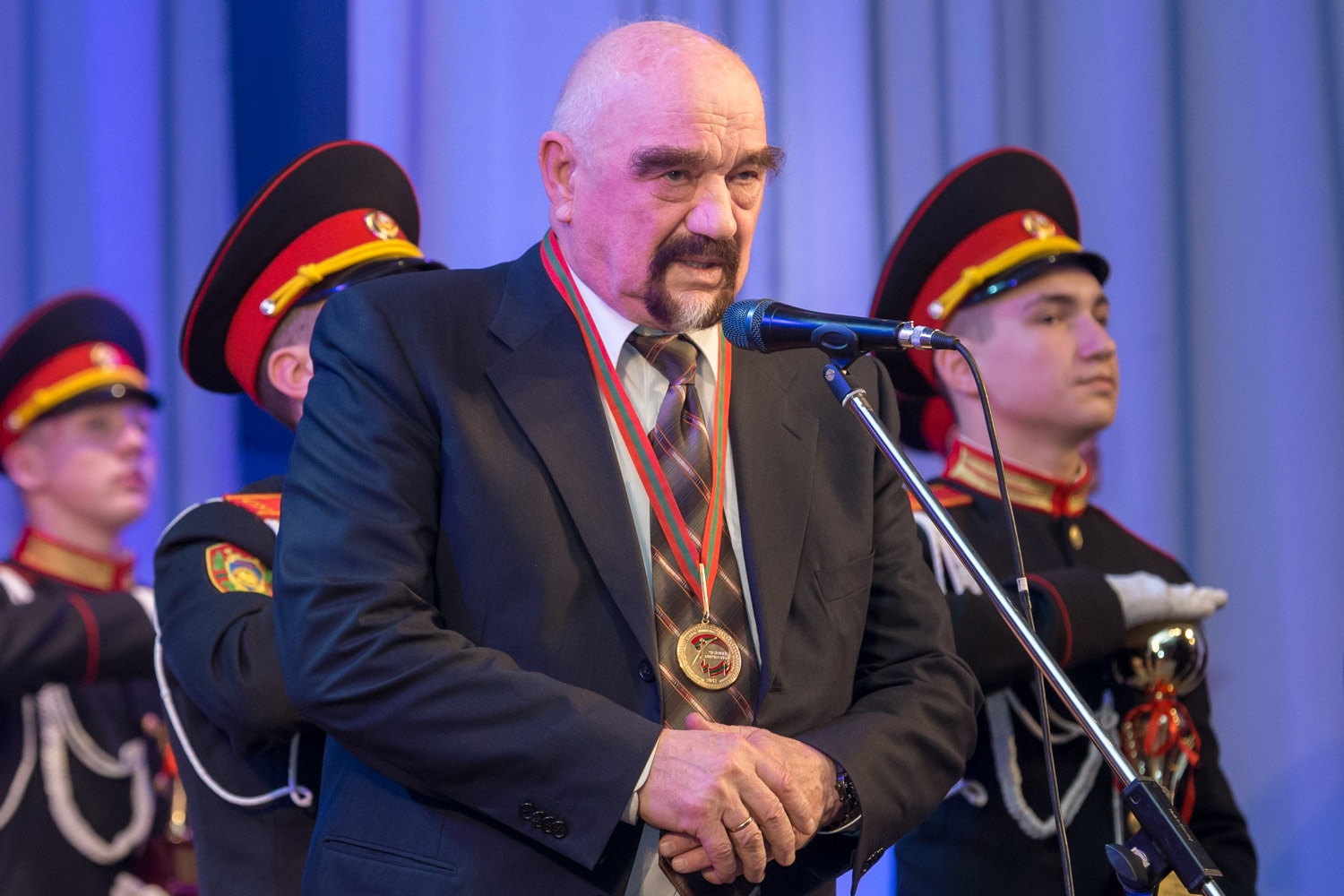
Igor Smirnow, przywódca naddniestrzańskich separatystów i pierwszy prezydent Naddniestrza

22 maja 1990 roku podczas pogrzebu pobitego ze skutkiem śmiertelnym rosyjskiego studenta z Kiszyniowa mityng rosyjskojęzycznych został zaatakowany przez aktywistów mołdawskich. Pobici zostali działacze rosyjskiego ruchu Interdwiżenije oraz gagauscy i naddniestrzańscy deputowani do mołdawskiej Rady Najwyższej. Naddniestrzańscy przywódcy definitywnie zdecydowali, że będą dążyć do budowy odrębnego państwa, przekonani, że porozumienie z elitami mołdawskimi jest niemożliwe. 2 czerwca tego samego roku na zjeździe deputowanych wszystkich szczebli w Parkanach naddniestrzańscy liderzy ogłosili swój region wolną strefą ekonomiczną i wydali deklarację jej dalszego rozwoju. 2 września 1990 r. drugi taki zjazd ogłosił, powołując się na wyniki referendum (według oficjalnych wyników 95,8% głosów za niepodległością przy 79-procentowej frekwencji), utworzenie Naddniestrzańskiej Mołdawskiej Socjalistycznej Republiki Radzieckiej i powołał pięćdziesięcioosobową Tymczasową Radę Najwyższą. 5 listopada tego samego roku nazwę separatystycznego państwa zmieniono na Naddniestrzańską Republikę Mołdawską. Na jej czele stanął Igor Smirnow, najpierw przewodniczący Tymczasowej Rady Najwyższej, a od 1 grudnia 1991 r. prezydent Naddniestrza.
25 listopada 1990 roku odbyły się wybory do Rady Najwyższej Naddniestrza, a 2 września 1991 r. parlament ten ogłosił przyjęcie naddniestrzańskiej konstytucji i symboli państwowych. 1 grudnia, razem z wyborami prezydenckimi, odbyło się referendum, w którym mieszkańcy obszaru republiki potwierdzili chęć tworzenia niezawisłego państwa. 8 grudnia Rada Najwyższa jednostronnie ogłosiła niepodległość Naddniestrza.
W tym samym czasie doszło do pierwszych naddniestrzańsko-mołdawskich incydentów: 2 listopada 1990 r. mołdawskie Oddziały Policji do Specjalnych Zadań (OPON) ostrzelały separatystyczną demonstrację, zabijając i raniąc kilku manifestantów w Dubosarach. Naddniestrzańscy liderzy mieli jeszcze nadzieję na interwencję Moskwy, która nie dopuści do wojny z rządem w Kiszyniowie. W deklaracji niepodległości przyjmowali, że obroną republiki zajmą się stacjonujące na lewym brzegu Dniestru jednostki armii radzieckiej. Władze centralne ZSRR były jednak zbyt zajęte ratowaniem imperium przed rozpadem i ograniczyły się do mało znaczących gestów.

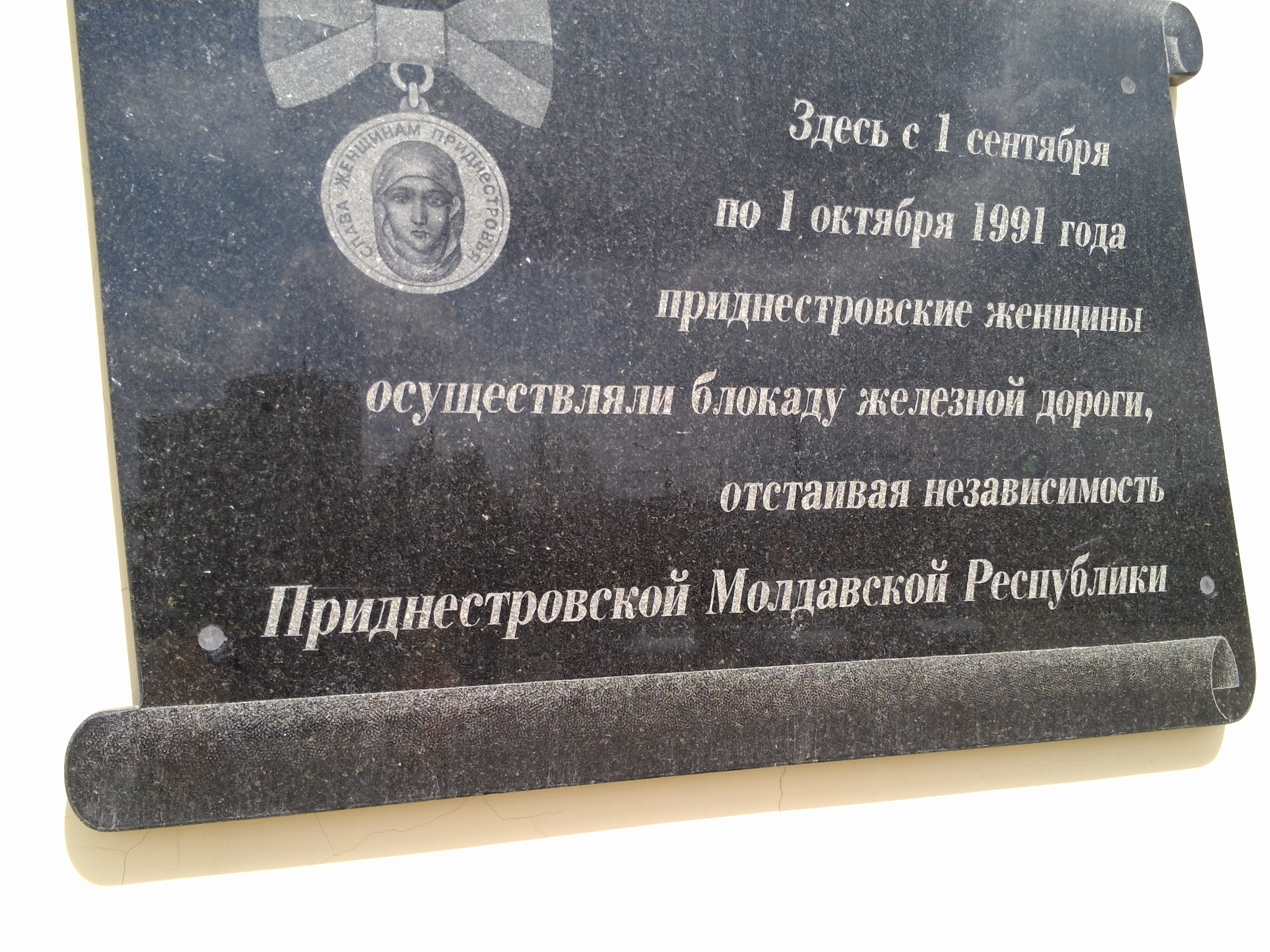
Dworzec kolejowy w Tyraspolu: tablica upamiętniająca działalność żeńskiego komitetu strajkowego i blokowanie przez kobiety z Naddniestrza torów kolejowych

30 kwietnia 1991 roku mołdawskie służby specjalne zatrzymały dwóch deputowanych samozwańczej Rady Najwyższej Naddniestrza oraz jej przewodniczącego Grigore Mărăcuțę. Naddniestrzańscy przywódcy wezwali Moskwę do obrony ludności rosyjskojęzycznej w Mołdawii i nie czekając na odpowiedź rozpoczęły zaciąg do własnej milicji. Gdy doszło do aresztowań kolejnych działaczy separatystycznego ruchu, wybuchły kolejne protesty. Kobiety zrzeszone w żeńskim komitecie strajkowym kierowanym przez Ninę Andriejewą blokowały ruch pociągów w całej Mołdawii, w tym tory wiodące z Kiszyniowa do Kijowa i Moskwy, do momentu, gdy władze w Kiszyniowie zwolniły zatrzymanych 1 października 1991 r. Wcześniej, we wrześniu tego samego roku, stacjonujące w granicach Naddniestrza radzieckie jednostki milicyjne i placówki KGB oraz prokuratury i sądy ogłosiły uznanie zwierzchności władz jednostronnie proklamowanej republiki. Obok pierwszych naddniestrzańskich batalionów milicyjnych powstawały ochotnicze Robotnicze Oddziały Wsparcia Milicji oraz Dniestrzańska Gwardia Republikańska.
6 września 1991 roku władze Naddniestrza nie dopuściły oddziałów mołdawskiej milicji na lewy brzeg Dniestru i zablokowały mosty na rzece. 25 września doszło do walk w regionie Dubosar, siłom mołdawskim nie udało się opanować miasta. 28 września Rada Najwyższa Naddniestrza ogłosiła wprowadzenie stanu wyjątkowego, a naczelnym dowódcą wszystkich wiernych sobie formacji zbrojnych mianowała Grigore Mărăcuțę. Niebezpośredniego poparcia Naddniestrzu udzielił dowodzący 14 Armią radziecką, stacjonującą w Naddniestrzu, gen. Giennadij Jakowlew, ogłaszając, że nie będzie powstrzymywał ani swoich oficerów, ani aktualnego rocznika poborowych z regionu, gdyby chcieli bronić przed Mołdawianami swoich rodzin. W rezultacie został pozbawiony stanowiska, a Mołdawia przegłosowała przejęcie całego mienia i sprzętu wojsk radzieckich pozostających na prawym brzegu Dniestru. Gen. Jakowlew został przez Igora Smirnowa powołany na stanowisko szefa Zarządu Obrony i Bezpieczeństwa Naddniestrza, de facto ministra obrony separatystycznej republiki. Strona naddniestrzańska starała się opanować posterunki policyjne w rejonie Dubosar, w tym w niektórych wsiach na prawym brzegu Dniestru.

## Zbrojna faza konfliktu
W odpowiedzi na przeprowadzone w Naddniestrzu referendum i wybory prezydenckie Kiszyniów przeprowadził do 6 grudnia 1991 r. koncentrację oddziałów policyjnych i OPON, a także ochotników w pobliżu zapory wodnej w Dubosarach oraz przy moście w Vadul lui Vodă. Trzy dni później oddziały OPON zablokowały dojazd do Bender od strony Kiszyniowa i Kauszan, zaś 65 funkcjonariuszy MSW zajęły w samych Benderach lokalną placówkę ministerstwa. 10 grudnia specjalna jednostka MSW z Bielc, wzmocniona oddziałami policyjnymi, została częściowo przerzucona do wsi Criuleni i Holercani położonych na brzegu Dniestru przeciwległym względem Dubosar, zaś częściowo – na drugi brzeg rzeki, do wsi Dzerjinscoe i Cocieri.
Zbrojna konfrontacja rządu Mołdawii i ruchu naddniestrzańskiego nie wzbudziła entuzjazmu mieszkańców Mołdawii. Od poboru do sił zbrojnych masowo uchylali się mołdawscy Ukraińcy i Rosjanie, ale także wśród znacznej części etnicznych Mołdawian panowało poczucie, że lewy brzeg Dniestru nie był w rzeczywistości realnie związany z ich państwem i nie był wart zbrojnej interwencji. Historycznie w rumuńskiej idei narodowej ziem na lewym brzegu Dniestru nie uważano za należące do Wielkiej Rumunii. Z 60 tys. rezerwistów, których zamierzało powołać pod broń Ministerstwo Obrony Mołdawii, faktycznie na front trafiło tylko 15 tys. Co więcej, z 2600 oficerów jednostek armii radzieckiej, które przejęła niepodległa Mołdawia, zaledwie 155 podjęło służbę w mołdawskiej armii tworzonej już w trakcie konfliktu. W Naddniestrzu natomiast wola obrony niezależności wśród mieszkańców była bardzo wysoka. Ochotnicy masowo zgłaszali się do Dniestrzańskiej Gwardii Republikańskiej, oddziałów milicji i formacji Czarnomorskiego Wojska Kozackiego. Byli wśród nich byli żołnierze, w tym weterani z Afganistanu. Naddniestrze pozyskało również ochotników zagranicznych, których przekonały propagandowe hasła „obrony ziemi rosyjskiej (ruskiej) przed faszyzmem (nacjonalizmem) rumuńskim”. Byli wśród nich rosyjscy sympatycy narodowego bolszewizmu, byli radzieccy milicjanci z krajów bałtyckich, a także nacjonaliści ukraińscy z Ukraińskiej Narodowej Samoobrony.
W odpowiedzi na działania mołdawskie Dniestrzańska Gwardia Republikańska podniosła gotowość bojową. Jej 2. Batalion pozostał skoszarowany w Benderach, jedna kompania 3. Batalionu oraz rezerwowy pluton z Tyraspola udał się do Dubosar, 4. Batalion obsadził mosty przez Dniestr oraz drogi z Kiszyniowa do Kotowska, z Tyraspola do Rybnicy oraz z Rybnicy do Hîncești. Na przełomie lat 1991 i 1992 naddniestrzańskie siły zbrojne w teorii składały się z czterech batalionów gwardii po 446 żołnierzy, realnie pod bronią znajdowało się tysiąc osób. Do tego dochodziła Milicja Ludowa i Terytorialne Oddziały Ratownicze – łącznie 20 tys. członków formacji paramilitarnych. Pomoc materialną dla walczących organizował stale działający kobiecy komitet strajkowy.

### Pierwsze walki o Dubosary
12 grudnia jednostki mołdawskiego Ministerstwa Spraw Wewnętrznych zgromadzone w pobliżu elektrowni wodnej w Dubosarach ostentacyjnie rozpoczęły ostrzał z broni strzeleckiej i przygotowania do forsowania Dniestru, starając się zmylić obrońców co do kierunku właściwego uderzenia. Następnej nocy oddział 150 członków OPON razem z 30 policjantami z Dubosar, walczącymi po stronie mołdawskiej, pod osłoną ciemności przejechali szosą połtawską do posterunku milicji naddniestrzańskiej i opanowali go, nie napotykając oporu. Następnie opanowali posterunek milicji drogowej na skrzyżowaniu szosy połtawskiej i drogi do Tyraspola. W bezładnej strzelaninie trzech milicjantów naddniestrzańskich zginęło, ośmiu zostało rannych, a 22 zostało wziętych do niewoli. Mołdawianie weszli do miasta, jednak nie zdołali zdobyć budynku rady miejskiej, otoczonej barykadami przez bardziej doświadczonych obrońców, w tym weteranów z Afganistanu. 15 grudnia 1991 r. Igor Smirnow i wiceminister spraw wewnętrznych Mołdawii Valerie Muravschi wynegocjowali rozejm. Do następnego dnia trwały jednak sporadyczne wymiany ognia i prowokacje z obydwu stron. Negocjując warunki zwolnienia jeńców, obie strony szykowały się do dalszej wojny. W Dubosarach pozostał posterunek policji mołdawskiej równolegle z posterunkiem naddniestrzańskim. 15 lutego 1992 r. w skład sił zbrojnych Naddniestrza oficjalnie weszły oddziały kozackie, złożone z ochotników przybyłych z Rosji (region Donu, Kubania, Zabajkala) oraz miejscowych chętnych utożsamiających się z tradycją kozacką.
W końcu lutego 1992 r. w Dubosarach i Grigoriopolu doszło do nowych starć. 22 lutego Gwardziści i funkcjonariusze naddniestrzańskiego MSW zajęli tamtejsze poradzieckie koszary w odpowiedzi na doniesienia, że z terenu dawnej jednostki w Glinoe wywożona jest do Mołdawii broń i amunicja. 1 marca późnym wieczorem na ulicach Dubosar doszło po raz kolejny do zamieszek. Podczas uspokajania tłumu zastrzelony został dowódca posterunku naddniestrzańskiej milicji Igor Sipczenko. Władze Naddniestrza uznały, że doszło do prowokacji mołdawskich służb specjalnych i ponownie postawiły batalion gwardii w stan gotowości bojowej, blokując dojazd do miasta z Bender i Kiszyniowa. W nocy tłum mieszkańców Dubosar otoczył posterunek mołdawski. Stanowiący jego obsadę policjanci mieli pod eskortą Kozaków wyjechać z miasta. W momencie, gdy wsiadali do autobusu, ponownie padły strzały, jeden z Kozaków, Michaił Zubkow, zginął.
Następnego dnia o 13 1 Brygada Sił Specjalnych MSW Mołdawii ruszyła z Kiszyniowa i Orgiejowa w kierunku Dubosar. Etnicznie mołdawska ludność miasta ruszyła do ucieczki na prawy brzeg Dniestru, obawiając się samosądów ze strony naddniestrzańskiej. Około piętnastej policyjna grupa szturmowa opanowała w Cocieri część koszar pułku Obrony Cywilnej, stanowiącej składową 14 Armii, zabierając z budynku 80 karabinów maszynowych i 30 pistoletów. Jej dowództwo postanowiło mimo wszystko zachować neutralność, a na mocy porozumienia z Mołdawianami żołnierze stacjonujący w Cocieri zostali ewakuowani. Na miejsce przybył natomiast pluton rozpoznawczy 4 batalionów Dniestrzańskiej Gwardii Republikańskiej i przejął część budynków, korzystając z ogólnego zamieszania. Dowódca 14 Armii gen. Jurij Nietkaczow nakazał władzom w Tyraspolu wycofanie swoich żołnierzy. Następnego dnia gwardziści opuścili Cocieri. Kompleks koszar pozostał w rękach mołdawskich.

### Operacja Naddniestrze
Mołdawskie dowództwo zamierzało wykorzystać koszary w Cocieri jako punkt wyjścia dla operacji zajęcia Dubosar (kryptonim Naddniestrze). Plan zakładał otoczenie sił naddniestrzańskich zgrupowanych w Dubosarach równoczesnym uderzeniem z zajętego kompleksu oraz z zakola Dniestru we wsi Coșnița. Zajęcie miasta oznaczałoby rozdzielenie samozwańczej republiki na dwie części i uniemożliwienie ściągnięcia posiłków z Rybnicy i Kamionki (w północnej części Naddniestrza) do Tyraspola i Bender w części południowej. O ile jednak Mołdawianie pewnie kontrolowali przyczółek w Cocieri, we wspomnianym zakolu Dniestru siły separatystów utrzymywały most na Dniestrze oraz kluczowe skrzyżowanie dróg. Siły naddniestrzańskie były na tyle szczupłe, że mogły jedynie utrzymywać zajmowane już pozycje – mostu broniło 70 żołnierzy uzbrojonych w broń strzelecką i trzy lekkie karabiny maszynowe. Dysponowali oni tylko dwoma transporterami opancerzonymi. 5 marca w Coșnițy i Pîrîcie Mołdawianie zorganizowali najpierw nacjonalistyczne mityngi, następnie obrzucili kamieniami naddniestrzańskie posterunki gwardii, a w tym samym czasie przerzucili przez Dniestr 20 transporterów opancerzonych oraz żołnierzy do ataku na most w Vadul lui Vodă. W Cocieri natomiast skoncentrowano 15 transporterów opancerzonych, 170 funkcjonariuszy 1 Brygady Sił Specjalnych oraz 250 miejscowych ochotników. Wobec przewagi liczebnej Mołdawian naddniestrzańscy gwardziści postanowili wysadzić most w Vadul lui Vodă, a następnie bronić się w oparciu o zabudowania kołchozu w Pohrebei, wieś Doroțcaia i rzekę.
Operacja Naddniestrze rozpoczęła się nocą z 13 na 14 marca. Południowa grupa sił mołdawskich została powstrzymana pod Coșnițą i straciła impet. Po drugiej stronie nie powiodła się pierwsza próba wysadzenia mostu, który zniszczono całkowicie dopiero 14 marca wieczorem. Jego obrońców przeniesiono pod Coșnițę. Następnego dnia naddniestrzańska obrona na tym odcinku została jednak rozgromiona. Wśród separatystów zaczęła się panika, gdyż Mołdawianie mieli zdecydowaną przewagę liczebną, pojawiły się ponadto pogłoski, że po ich stronie czynnie wystąpiła Rumunia. W rzeczywistości Rumunia udzieliła Mołdawii jedynie pewnego wsparcia w sprzęcie, a strona naddniestrzańska i rosyjska twierdziła następnie, że skierowała do Kiszyniowa także doradców wojskowych.
Dowództwo w Tyraspolu postanowiło sprowadzić na miejsce rezerwy z Rybnicy i Tyraspola, a także trzymane dotąd w odwodzie ochotnicze oddziały Kozaków dońskich i kubańskich. 17 marca siły naddniestrzańskie broniły się po wschodniej stronie drogi z Rybnicy do Tyraspola w oparciu o elektrownię wodną w Dubosarach oraz kurhan z figurą pioniera w pobliżu wsi Doroțcaia. Wieś Dzerjinscoe i brzeg Dniestru obsadzono oddziałami pospolitego ruszenia, ostatniej linii obrony miasta strzegł 4 Batalion Dniestrzańskiej Gwardii Republikańskiej, dalsze oddziały pospolitego ruszenia oraz Kozacy. Pozycji broniło łącznie tylko 1437 osób, z czego 513 nie miało broni. Władze Naddniestrza miały nadzieję na wtrącenie się do konfliktu 14 Armii. Mimo szczupłości sił obrońców, Mołdawianie nie zdołali ich pokonać, gdyż sami bazowali wyłącznie na oddziałach policji i ochotników. 17 marca walki zostały przerwane i do końca miesiąca w rejonie Dubosar panował ogólny spokój.
W ostatnich dniach marca mołdawskie dowództwo podjęło próbę zdobycia Dubosar jeszcze jednym uderzeniem. Z Coșnițy w kierunku miasta skierowano 20 uzbrojonych transporterów opancerzonych BTR i MT-LB oraz szybkostrzelne zestawy przeciwlotnicze ZSU-23-4, których zamierzano użyć przeciwko celom naziemnym. Ponadto z Vadul lui Vodă uderzyć miało 1500 żołnierzy MSW i dalszych 2700 żołnierzy, zaś 500 żołnierzy skierowano do Starych Dubosar. Po działaniach nękających i rozpoznawczych 29 marca Mołdawianie skierowali do ataku na pozycje naddniestrzańskie dwa bataliony po 500 żołnierzy, osłaniane przez 18 transporterów opancerzonych, ze wsparciem moździerzy i zestawów przeciwlotniczych. Kolejne cztery ataki zostały jednak odparte. Sformowane z policjantów i ochotników siły mołdawskie okazały się niezdolne do zrealizowania stawianego przed nimi zadania. Jako że Kiszyniów nie dysponował lepiej wyszkolonymi oddziałami, mołdawskie dowództwo uznało, że zdobycie Dubosar jest niewykonalne i zdecydowało o zmianie głównego kierunku natarcia – skierowaniu się na położone na prawym brzegu Dniestru Bendery.

### Walki o Bendery (kwiecień 1992 roku)
W rejonie Bender do tej pory nie miały miejsca większe starcia mołdawsko-naddniestrzańskie. Istotnym atutem strony mołdawskiej była kontrola nad górującymi nad miastem wzgórzami: tym, na których położona była wieża telewizyjna, oraz tzw. Kurhanem Suworowa. Ponadto szturm na Bendery nie wymagał przerzucania sił przez rzekę. Jednak 1 kwietnia 1992 r. dwa mołdawskie transportery opancerzone ostrzelały ciężarówkę wiozącą naddniestrzańskich gwardzistów oraz cywilny autobus. Zginęło sześć osób, a 14 odniosło rany. Tego samego dnia doszło do kolejnych wzajemnych prowokacji. Następnie Mołdawianie przypuścili atak na Bendery od strony wsi Gîsca. Zakończył się on niepowodzeniem. Przez kilka następnych dni trwały lokalne wymiany ognia w Cremenciugu, Copance i Chițcani, zaś 3 kwietnia oddział mołdawski ostrzelał rosyjskie koszary w Benderach, zmuszając stacjonujących w nich żołnierzy do odejścia na teren twierdzy w Benderach. Po tym wydarzeniu przedstawiciele 14 Armii ogłosili, że jeśli prezydenci Rosji, Ukrainy i Mołdawii nie wypracują warunków przerwania ognia, a Kiszyniów nie przerwie działań zaczepnych, wojska rosyjskie włączą się do walki.
Pod wrażeniem tej deklaracji 12 kwietnia za pośrednictwem rosyjskim podpisano protokół o zawieszeniu broni i rozdzieleniu walczących. Jednostki naddniestrzańskie w Benderach złożyły broń, zaś mołdawskie, z wyłączeniem policji, odeszły z miasta. Dniestrzańska Gwardia Republikańska miała również zrezygnować z publicznego noszenia mundurów. Do miasta weszli wojskowi obserwatorzy wydelegowani przez Moskwę, Kijów, Kiszyniów i Bukareszt, na reprezentację władz w Naddniestrzu nie zgodzono się. Zawieszenie broni, wielokrotnie zawierane i zrywane w lokalnych incydentach przez obie strony, przedłużono ponownie 23 kwietnia. W Kiszyniowie odbywały się mityngi antywojenne. Oddziały, które na mocy zawieszenia broni wyszły z Bender, zajęły pozycje w nieodległych miejscowościach, Mołdawia skierowała na odcinek dubosarski nowo zmobilizowane oddziały, w tym baterie moździerzy i artylerii oraz piechoty zmotoryzowanej. 15 maja Kiszyniów ogłosił wejście do walki utworzonej regularnej Armii Narodowej. Naddniestrze, z uwagi na ograniczony zasób sił ludzkich i sprzętu, jedynie umacniało pozycje. Równocześnie setki kobiet z Tyraspola uczestniczyło w pikietach pod koszarami 14 Armii, prosząc o pomoc w walce z Mołdawianami. 18 maja, jako pierwsza jednostka rosyjska, armijny batalion inżynieryjno-saperski 14 Armii zgodził się oddać do dyspozycji władz w Tyraspolu. Również wśród pozostałych żołnierzy rosyjskich coraz silniejsza była chęć walki po stronie naddniestrzańskiej. 80% stanu osobowego armii stanowili żołnierze pochodzący z regionu Naddniestrza, a dowódcy nie starali się szczególnie powstrzymać ich przed niesubordynacją i przyłączeniem się do konfliktu po jednej ze stron.
10 maja 1992 roku rozejm został zerwany przez stronę mołdawską. W dniach od 15 do 18 maja Mołdawianie prowadzili na całej długości frontu ogniowe przygotowanie natarcia. Równocześnie w dniach 18–19 maja podjęta została kolejna próba zawarcia trwałego pokoju. Gwałtowna dyskusja między delegacjami Kiszyniowa i separatystów w parlamencie w Kiszyniowie zakończyła się przyjęciem przez jego deputowanych rezolucji wzywającej Naddniestrze do bezwarunkowej kapitulacji. Tyraspol nie miał zamiaru przyjąć takich warunków. Następnego dnia, na wieść o strzelaninie w Benderach (w rzeczywistości mało znaczącym epizodzie) delegacja naddniestrzańskich sił zbrojnych wyjechała z Kiszyniowa bez żadnych nowych ustaleń. W maju siły Naddniestrza uległy wzmocnieniu, zdobywając (przejmując?) kompanię 10 czołgów T-64BW rosyjskiej 14 Armii, jednakże ich załogi były niedoszkolone, a czołgi nie w pełni ukompletowane. Pierwszy czołg został zniszczony w tym miesiącu, podczas ataku na mołdawską artylerię ostrzeliwującą Dubosary.

### Bitwa o Bendery (czerwiec 1992 roku)
Władze w Kiszyniowie zdecydowały o przeprowadzeniu operacji pod nazwą Koń trojański – sprowadzeniu do Bender nieumundurowanych policjantów, funkcjonariuszy pododdziałów specjalnych MSW i dywersantów, którzy następnie mieliby pomóc regularnym oddziałom zdobyć miasto. 11 czerwca w rejonie Bender sformowano ugrupowanie uderzeniowe w sile siedmiu batalionów piechoty zmotoryzowanej ze wsparciem pododdziałów artylerii. 18 czerwca na podejściach do miasta od południowego zachodu oraz od zachodu ześrodkowano dwie brygady armijne, z których jedna była w pełni skompletowana, do drugiej zaś włączono głównie policjantów, rekrutów i rezerwistów. 

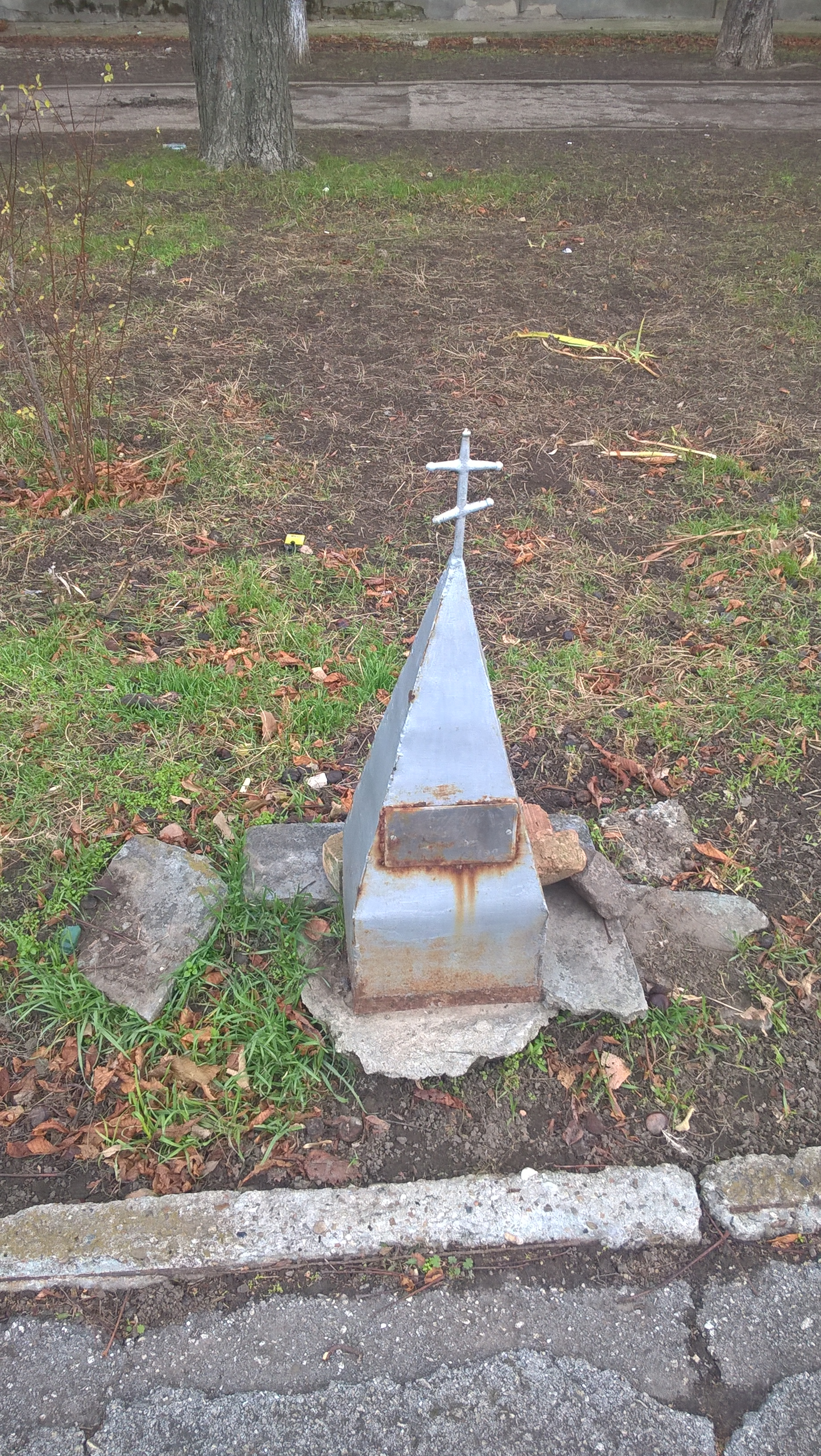
Pomnik na miejscu śmierci jednej z naddniestrzańskich ofiar bitwy o Bendery. Okolice dworca kolejowego w Benderach

W nocy z 19 na 20 czerwca 1992 roku zasadnicze mołdawskie zgrupowanie podeszło pod mury twierdzy benderskiej, ostrzeliwując stacjonujący w niej batalion przeciwchemiczny 14 Armii i podpalając wojskowy magazyn i park samochodowy. Druga grupa zaatakowała od strony Caușeni, zmierzając do siedziby władz miejskich i na komisariat policji. Trzecia grupa miała połączyć się z pierwszą i drugą w centrum Bender. Na wszystkich jednak kierunkach Mołdawianie napotkali naddniestrzański opór, a wprowadzone do miasta oddziały dywersyjne nie skoordynowały swoich działań z oddziałami armii regularnej. Mołdawska operacja przerodziła się w kilkanaście lokalnych potyczek o różne budynki. Równocześnie miasto było ostrzeliwane z kurhanu Suworowa. Mołdawianie ostatecznie przełamali lokalny opór i opanowali niemal całe Bendery.
O 1.30 20 czerwca 1992 roku władze w Tyraspolu ogłosiły pospolite ruszenie w całej samozwańczej republice. Oddziały formowano w zakładach pracy, a 14 Armia otwarcie już wspierała Naddniestrze, wydzielając ze swoich magazynów broń, a także kilka czołgów, dział i transporterów opancerzonych. Pierwsza, podjęta około czwartej rano próba zniszczenia mołdawskiego zgrupowania, które zaatakowało twierdzę benderską i mosty na Dniestrze zakończyła się jednak niepowodzeniem, druga zaś – całkowitą klęską. Naddniestrzanie stracili dwa czołgi T-64 od ognia armat przeciwpancernych, a dwa zostały uszkodzone. Porażką zakończył się również atak trzeci i dopiero czwarty, mimo złego dowodzenia, zmusił Mołdawian do wycofania się. Tym razem to w ich szeregach zapanowała panika, wywołana przeświadczeniem, że po przeciwnej stronie walczą Rosjanie. Naddniestrzańska piechota umocniła się na porzuconych pozycjach nad Dniestrem, jednak na sformowanie pozycji obronnych wokół całych Bender dowództwo w Tyraspolu nie miało dość sił. Fatalnie dowodzone były jednak również wojska mołdawskie. Ich nowe uderzenie z kierunków Kiszyniowa, Anenii Noi oraz Caușeni nie zdołało przełamać słabych oddziałów naddniestrzańskich. Przedłużało się oblężenie miasta, a strona naddniestrzańska szeroko, często przesadnie, nagłaśniała ofiary w ludności cywilnej, jakie padały w jego rezultacie.
Wynik starcia rozstrzygnęła 14 Armia pod rozkazami nowego dowódcy – gen. Aleksandra Lebiedia, przypuszczając w nocy z 20 na 21 czerwca bezpośrednie natarcie na oddziały mołdawskie. Umożliwiło to naddniestrzańskim gwardzistom, Kozakom i ochotnikom najpierw z powodzeniem bronić Bender, a potem wyprzeć z miasta ostatnie grupy Mołdawian. Bitwa o Bendery była najkrwawszą fazą wojny o Naddniestrze.

### Zawieszenie broni i rozmowy pokojowe

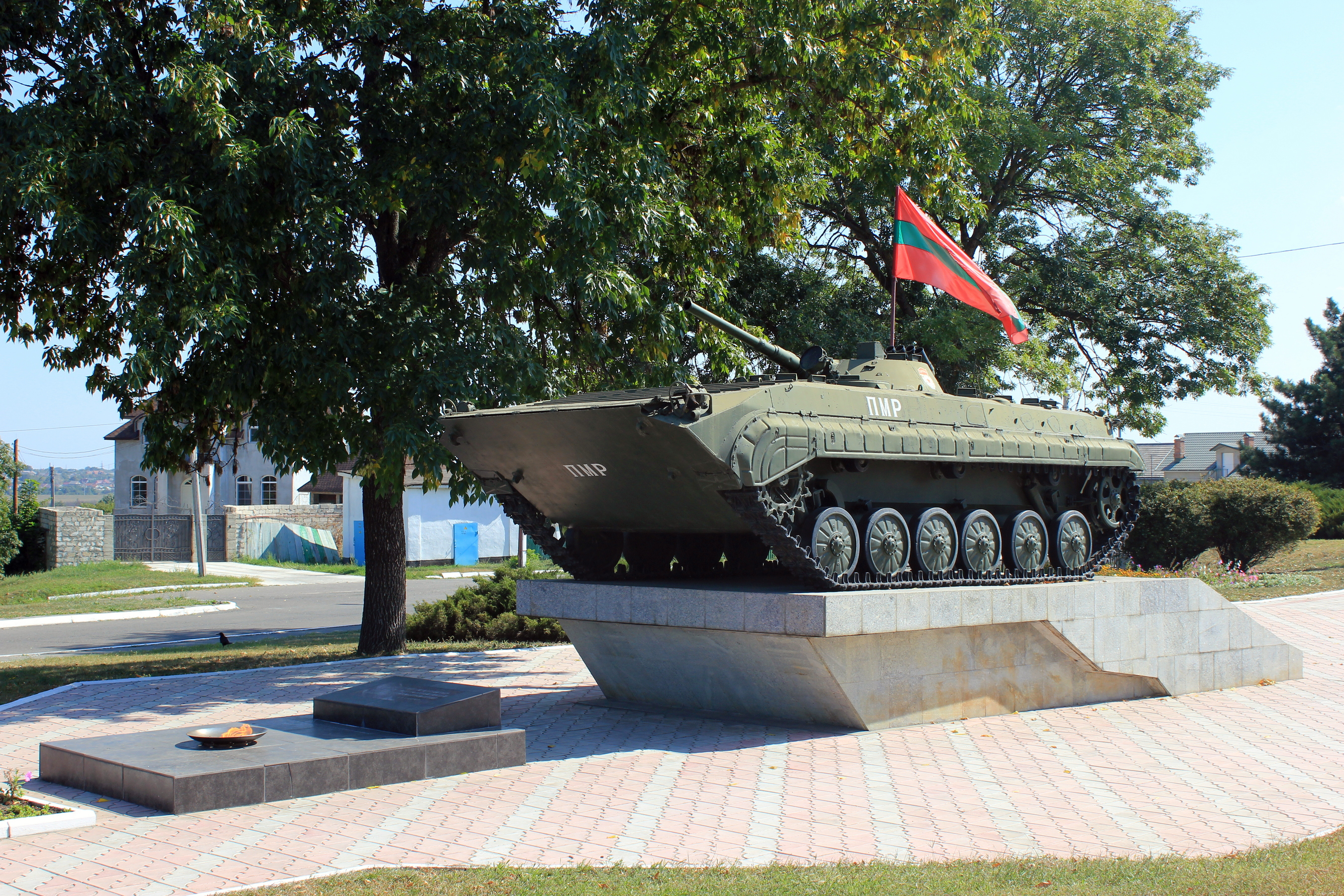
Pomnik pamięci ofiar wojny o Naddniestrze w Benderach z flagą naddniestrzańską

Pod bezpośrednim naciskiem rosyjskim prezydent Mołdawii Mircea Snegur 6 lipca 1992 r. podpisał porozumienie o zasadach pokojowego uregulowania konfliktu, jego drugą stroną był rosyjski prezydent Borys Jelcyn. Zawieszenie broni podpisane zostało następnego dnia przez wiceministra obrony Mołdawii Pavla Creangę oraz gen. Stefana Kicaka ze strony naddniestrzańskiej. 7 lipca dowództwo naddniestrzańskie wydało swoim oddziałom rozkaz wstrzymania walki. Mołdawia uczyniła to dopiero 18 lipca. Postanowienia pokojowe zostały na walczących stronach wymuszone przez Jelcyna. Linii rozgraniczenia wojsk w Benderach strzec mieli żołnierze 14 Armii, a następnie siły pokojowe rosyjskie, które nadal nie opuściły Naddniestrza. Pod koniec lipca w starciach zniszczony został jeden rosyjski czołg T-64BW, a drugi uszkodzony.
Prowadzone w kolejnych latach kontakty Kiszyniowa z Tyraspolem nie doprowadziły do trwałego rozstrzygnięcia sporu. Nieuznawane przez żaden inny kraj Naddniestrze dzięki patronatowi rosyjskiemu w dalszym ciągu funkcjonuje jak państwo, posiadając wszystkie jego atrybuty i symbole. Po 1992 r. między Kiszyniowem a Tyraspolem nie doszło więcej do poważnych konfliktów zbrojnych.

### Bilans ofiar

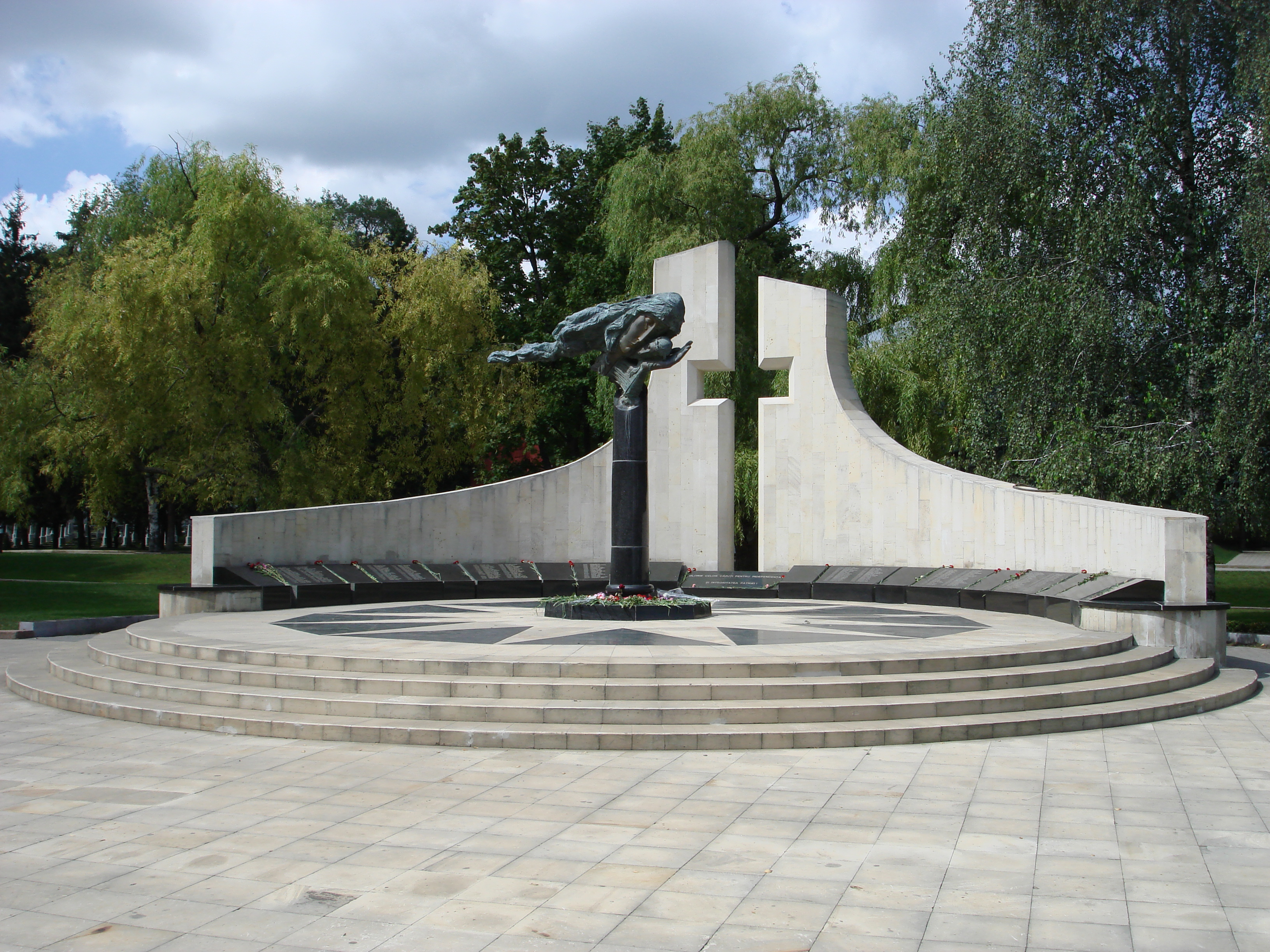
Pomnik poległych w wojnie, część kompleksu pomnikowego „Wieczność” w Kiszyniowie

Strona mołdawska nigdy nie opublikowała oficjalnej statystyki ofiar wojny o Naddniestrze. Mołdawscy parlamentarzyści w składanych oświadczeniach deklarowali, że w konflikcie zginęło 152 walczących po stronie Kiszyniowa, zaś 574 zostało rannych. Władze w Naddniestrzu utrzymują, że dane te są poważnie zaniżone, jednak i ich szacunki nie mogą być uznane za w pełni wiarygodne.
Według strony naddniestrzańskiej w wojnie zginęło 124 żołnierzy Dniestrzańskiej Gwardii Republikańskiej, 137 ochotników pospolitego ruszenia, 84 Kozaków, 44 członków innych oddziałów, a nadto przynajmniej 111 cywilów. Tyraspol deklaruje również, że 899 osób zostało wskutek działań wojennych rannych. Według innych szacunków poległych po stronie naddniestrzańskiej było więcej – na Pomniku Chwały Wojennej w Tyraspolu, w części poświęconej konfliktowi o Naddniestrza, zapisano 804 nazwiska.

## Pamięć o wojnie
W Mołdawii wojnę o Naddniestrze traktuje się jako uzasadnioną prawem międzynarodowym próbę odzyskania przez legalny rząd kontroli nad własnym terytorium, dążenie do odzyskania integralności. 2 marca jest w Mołdawii dniem pamięci o poległych w wojnie. Pomnik walczących i poległych po stronie mołdawskiej znajduje się w Kiszyniowie w sąsiedztwie kompleksu memorialnego „Wieczność”. Historia wojny o Naddniestrze nie jest jednak szczególnie eksponowanym elementem mołdawskiej polityki pamięci, a państwowe uroczystości rocznicowe mają skromny charakter. Większość mieszkańców Mołdawii uważa tę wojnę za konflikt bratobójczy i niepotrzebny, stoczony o ziemie, które nigdy nie były związane z historyczną Mołdawią. 
W Naddniestrzu wojnę postrzega się jako stoczoną w obronie słusznych praw mieszkańców regionu do samoidentyfikacji i samostanowienia, walkę o niepodległość, heroiczną obronę przed niesprawiedliwą inwazją. Pamięć o niej, a w szczególności o dramatycznej bitwie o Bendery, stanowi fundamentalną składową świadomości zbiorowej mieszkańców Naddniestrza. Państwowym dniem pamięci o wojnie i jej ofiarach jest 1 sierpnia. Figury i tablice upamiętniające walczących po stronie naddniestrzańskiej wchodzą w skład Pomnika Chwały Wojennej w centrum Tyraspola oraz analogicznego pomnika w Dubosarach. Kolejny pomnik znajduje się w wiosce Roghi, gdzie w toku walk o Dubosary 14 marca 1992 r. zginęło dziewięciu milicjantów naddniestrzańskich.